# 贝兰特维利亚
贝兰特维利亚（西班牙語：Berantevilla）是西班牙巴斯克自治区阿拉瓦省的一个市镇。总面积36km²，总人口459人（2001年），人口密度13人/km²。